# Juan José (Sorozábal)
Juan José es un drama lírico popular en tres actos con música de Pablo Sorozábal y libreto del mismo, basado en la obra de Joaquín Dicenta. Sorozábal terminó la obra en 1968 y tuvo un intento de estreno en 1979 que no resultó.
Finalmente, fue estrenada en el Teatro Kursaal de San Sebastián, en versión de concierto, el día 21 de febrero de 2009. El 5 de febrero de 2016, se estrenó en el Teatro de la Zarzuela, tras 48 años, su versión escénica.
La historia se desarrolla en los barrios bajos de Madrid. Juan José y Rosa viven desde hace tiempo juntos. Ella es para él el único sentido de su vida. Los acontecimientos que van surgiendo llevarán inevitablemente a un desenlace fatal.

## Personajes
- Rosa (Obrera): Soprano (25 años)
- Toñuela (Obrera): Soprano lírica (22 años)
- Isidra (Alcahueta): Contralto (60 años)
- Paco (Maestro de obras): Tenor (30 años)
- Juan José (Albañil): Barítono (35 años)
- Andrés (Albañil): Bajo (40 años)
- Cano (Presidiario): Bajo (50 años)
- Perico (Parroquiano): Tenor ligero (30 años)
- Presidiario: Tenor comprimario (35 años)
- Tabernero: Tenor comprimario (45 años)
- Dos amigas: Sopranos comprimario (20 años)
- Dos amigos: Tenores comprimario (30 años)
- Un bebedor: Tenor comprimario (45 años)
- Un mozo de taberna: No canta

## Argumento

### Acto primero
La taberna
La escena se desarrolla en el interior de una taberna, situada en los barrios bajos de Madrid, durante el anochecer. La disposición del lugar revela su carácter, con un mostrador, taburetes, cortinillas y estanterías de madera. A la derecha, una puerta conduce a un reservado. Cuatro clientes disfrutan de bebidas y juegan a las cartas, mientras Andrés y Perico observan el juego en primer plano. Perico, con dificultad evidente, lee en voz alta un periódico. Después de discutir las noticias, la conversación gira hacia Juan José, un antiguo cliente de la taberna. Los presentes recuerdan cómo Juan José conoció a Rosa, defendiéndola de unos señoritos borrachos, y ahora viven juntos. Comentan que Juan José está pasando por momentos difíciles.
Entra Juan José, cansado después de trabajar como peón, quejándose de no encontrar a Rosa esperándolo. Explica que ella es el único sentido de su vida y le ha dado cariño, algo que nunca había experimentado antes. Juan José sale acompañado por Andrés, y entra Isidra, una mujer mayor a la que todos toman a broma y consideran una alcahueta. Parece tener influencia sobre Rosa. En ese momento, un grupo de amigos, liderados por Paco, entra en la taberna con algarabía. Paco se acerca a Isidra, la invita a beber y hablan de Rosa y del interés de Paco en ella. Con una generosa propina, Paco asegura la ayuda de Isidra y ordena que les sirvan una cena en el reservado.
Rosa y Toñuela, despedidas de su trabajo, entran en escena. La tristeza de Rosa contrasta con la alegría de su amiga. Isidra aprovecha para culpar a Juan José de la situación y presenta a Paco como la salvación para Rosa. Se escuchan a lo lejos alegres coplas, cantadas por Paco y sus amigos en el reservado. Paco sale y elogia a Rosa, persuadiéndola para que se una a ellos y cante. Juan José regresa a la taberna, reconoce la voz de Rosa y la hace salir. Se enfrenta violentamente a Paco, revelando que este último es su capataz. Andrés sujeta a Juan José mientras otros clientes hacen lo mismo con Paco, evitando una confrontación física. Juan José ordena a Rosa que se vaya sola a casa y desafía a Paco desde la puerta, sostenido por Andrés, retándolo a seguirla.

### Acto segundo
La buhardilla
La escena se desarrolla en un pequeño y austero cuarto abuhardillado que carece de comodidades, donde un brasero apagado y la vista de los tejados nevados de Madrid a través de las ventanas crean un ambiente frío y desagradable. Al subir el telón, Rosa, Toñuela e Isidra entran en escena y conversan sobre las dificultades de la vida, que ahora son aún mayores para Rosa. Esta última culpa a Juan José de la pérdida de su trabajo, ya que Paco, su capataz, lo despidió después del altercado en la taberna, y expresa su deseo de abandonarlo. A pesar de los intentos de Toñuela por defender a Juan José, Isidra utiliza la situación para avivar el resentimiento de Rosa hacia él, destacando su temperamento iracundo. Incluso ofrece a Rosa carbón para el brasero y petróleo para alumbrarse en un intento de manipularla.
Entra Andrés en busca de Toñuela y reprocha a Rosa, culpándola con su coquetería, de lo sucedido en la taberna aquella noche. Una vez solas Rosa e Isidra, esta última aprovecha para transmitir un mensaje de Paco: le asegura que no le faltará nada si decide dejar a Juan José y vivir con él. La conversación se ve interrumpida bruscamente por la llegada de Juan José, quien, después de un día infructuoso buscando trabajo en las gélidas calles de Madrid, muestra estar completamente desanimado. Desconfiando de las intenciones de Isidra, Juan José la expulsa de su casa. Andrés y Toñuela regresan justo a tiempo para intervenir en la discusión entre la pareja, donde Juan José se había vuelto violento hacia Rosa. Después de calmar las tensiones, quedan solos de nuevo, y ante las quejas de Rosa sobre la vida que llevan, Juan José insinúa que hará cualquier cosa para asegurarse de que ella no carezca de nada.

### Acto tercero
Cuadro primero
La cárcel
En el patio de la Cárcel Modelo de Madrid, reservado para los reclusos que aguardan su traslado a otra prisión, Cano y otro prisionero conversan acerca de Juan José. En poco tiempo, Juan José se une a la conversación y expresa una vez más su desdicha, centrándose especialmente en el dolor de no haber recibido ninguna noticia de su amada Rosa desde que fue encarcelado. Cano le recuerda que su encarcelamiento se debe a ella y le sugiere la idea de escapar juntos durante su traslado a otra prisión, evento programado para esa misma tarde. A pesar de la resistencia de Juan José, quien no teme a los disparos de los guardias en la fuga, su reticencia radica en no querer que la posibilidad de morir los separe definitivamente de un futuro feliz con Rosa, un futuro que aún espera.
En ese momento, otro recluso aparece con una carta dirigida a Juan José, quien no sabe leer. Cano se ofrece a leer la carta en su lugar. Juan José, emocionado al pensar que finalmente recibirá noticias de su amada, escucha atentamente, solo para descubrir que la carta lleva la firma de su amigo Andrés. En la carta, Andrés confiesa que Rosa ha decidido mudarse con Paco. Ante esta impactante noticia, Juan José, sin titubear, acepta la propuesta de Cano de escapar esa misma noche.
Cuadro segundo
El crimen
La escena se desarrolla al atardecer en la habitación de la casa donde actualmente Rosa y Paco comparten su vida. Es un espacio amplio y cómodamente amueblado. Rosa, frente a un tocador, conversa con Isidra mientras se queja de la calidad del jabón que acaba de usar. Busca sus sortijas y destaca lo confortable que es ahora su vida. Ambas mujeres elogian a Paco, aunque Rosa no puede evitar recordar el amor que Juan José sentía por ella.
Entra Paco, siempre desplegando su buen humor y galantería, para llevar a Rosa a la verbena. Paco e Isidra salen de la habitación para darle tiempo a Rosa a prepararse. Cuando Rosa está a punto de ajustarse el mantón, aparece de manera totalmente inesperada Juan José. Rosa, quien espera a Paco y supone que Juan José está cumpliendo su condena, queda atónita y aterrorizada al escuchar su voz. Le ruega que se vaya y, al creer oír los pasos de Paco en la escalera, le advierte, alterada, de que su nueva pareja está a punto de llegar. El hecho de que Rosa parezca reconocer incluso en la distancia los pasos de Paco enfurece a Juan José, quien proclama que está ahí precisamente para matarlo. Rosa intenta evitar que Juan José se acerque a la puerta y, al no lograrlo, se dirige a la ventana pidiendo auxilio a gritos. Él trata de silenciarla al tiempo que, bruscamente, la aparta del balcón: con una mano le tapa la boca y, con la otra en el cuello, la arrastra hacia el interior de la habitación. Ella cae al suelo y Juan José, al intentar levantar su brazo inerme, se da cuenta de que con su brutalidad ha acabado con la vida de Rosa.
En ese momento, Toñuela y Andrés aparecen corriendo por el pasillo. Andrés aconseja a Juan José que huya para salvar su vida, sugerencia que él rechaza exclamando que su única vida era Rosa y que acaba de quitarle la vida. 

## Pablo Sorozábal sobreJuan José
[" En realidad se trata de una ópera, pero yo le llamo ‹‹drama lírico popular›› porque no me gusta la palabra ópera. Lo de popular quiere decir proletario, no folklórico. Es un sainete madrileño cantado. No tiene coro ni ballet, todo es magro; sin relleno espectacular. Mi labor de esta obra supone once años de trabajo con conclusiones y desalientos, y un esfuerzo constante. Durante ese tiempo compuse otras cosas, pero Juan José fue mi obsesión, mi labor principal.
Ahora (escribo este comentario en 1968) la batalla ha terminado y creo haber triunfado, pero me espera un combate todavía mayor: el poder estrenarla.
¡Habré acertado?... por muy satisfecho que el autor quede con su obra, su opinión no cuenta, el público y sobre todo el tiempo tienen la palabra. Yo creo sinceramente que he acertado y que Juan José junto con mi Adiós a la bohemia que, estrenada en 1933 todavía no ha llegado al público en general… tal vez esa incomprensión se deba precisamente a su calidad, a su intención renovadora del género lirico.
En lugar de escribir un teatro ‹‹teatral›› al uso y abuso, yo pretendí ahondar en el alma humana de los personajes y el gran público echa de menos los efectismos y latiguillos a los que, por desgracia, están tan acostumbrados. Por ese motivo, Adiós a la bohemia es una obra de minorías selectas, cosa que a mí no me satisface pues considero que el arte debe ser para todos.
¿Qué sucederá con Juan José?... Musicalmente las partituras son hermanas. Las dos obras suceden en el Madrid de fin de siglo. Los personajes son reales, auténticos, y yo he tratado de compenetrarme con ellos sin brochazos efectistas, acentuando ligeramente algún rasgo de humor para contraste con el fondo dramático.
Parte de nuestro ‹‹género chico››, pero dándole la dimensión de ópera. Es un sainete madrileño con la esencia de nuestros clásicos, pero yo he tratado de resolverlos con mi técnica actual. Como no se trata de una ópera española, ‹‹de españolada más o menos de pandereta››, sino de un drama social madrileño sin folklorismo, me figuro que no será exportable. A mi Juan José le pasará algo parecido a lo que les pasa a nuestros vinos, que sirven para el consumo interior… Y esta es otra desgracia, pues los vinos se beben, pero la ópera española ¿dónde se representa? El confeccionar el libreto me ha costado muchísimo. Yo no sé escribir. Había que reducir el drama de Dicenta al mínimo quitando retórica, suprimiendo algún personaje y ampliando algunas escenas. Con el final de la obra yo no estaba muy de acuerdo. Me refiero a la escena en que Juan José sale de la habitación de Rosa para matar a Paco y deja a Rosa encerrada bajo llave. Rosa, que había amenazado con gritar y pedir socorro para salvar a Paco, en lugar de eso se calla, escucha y comenta la supuesta lucha y hace comentarios… esta escena me resultaba muy convencional y falsa y yo la he transformado no solamente para quitar ese convencionalismo, sino para recalcar aún más la triste fatalidad de Juan José. Fatalidad que le persigue desde que nació y se ensaña también en ese culminante momento de su vida. Se escapa de la cárcel con la sola idea de matar a Paco, y mata a Rosa sin querer matarla. ¡El destino le niega hasta el placer de la venganza! Y al matar a Rosa se mata a sí mismo. Así, cuando Andrés le dice que huya para salvar la vida, él le contesta: ‹‹mi vida era ésa y la he matao››… Creo que este final es más lógico y más fuerte.
Todo esto me dio mucho trabajo y muy serias preocupaciones pude vencerlas porque el drama de Dicenta me entusiasmaba. También me ayudó mucho doña Aurora Dicenta, hija y heredera del famosos dramaturgo quien, cuando le leí el arreglo del primer acto me dio ánimos y todo generó facilidades.
La cuestión es que la obra se estrenó en 1968 y ahora, en 1979, después de diez años de espera, cuando yo creí que esta sería una de mis obras póstumas, va a estrenarse. Se va a estrenar de chiripa, por carambola. El plan del Ministerio de Cultura era otro. Se había anunciado a bombo y platillo otro título, que no sé por qué no se ha estrenado… Y a última hora me pidieron Juan José.
¿Un milagro?... No sé. He conseguido incluso imponer un número de representaciones obligadas ¡Algo increíble!… No salgo de mi asombro.
Estrenar una ópera en España era como celebrar en dos días el nacimiento y el entierro de una obra. Eso me pasó con la maravillosa ópera de nuestro primer músico, Isaac Albéniz, con su Pepita Jiménez. Se estrenó hace unos dieciséis años, se le dieron dos representaciones y no se ha vuelto a representar…
¡Ah, si se tratase de una ópera italiana se cantaría todos los años y las muchas Asociaciones de Amigos de la Ópera Extranjera que tenemos en este país! Pero a los visones no les gusta la música española…
Para escribir una ópera en España es necesario, aparte de ser músico, ser un perfecto idiota. Es como componer una fábrica de congeladores en el Polo Norte… Bueno, el mundo da muchas vueltas y a lo mejor en el año dos mil, España vuelve a tener cierta cultura musical, por lo menos la que tenía el año 1936. ¡Amén! "]

## Discografía
| Año  | Reparto (Juan José, Rosa, Paco, Isidra, Toñuela, Andrés, Cano)                                                    | Director de Orquesta | Sello discográfico |
| ---- | --- | -------------------- | ------------------ |
| 2009 | Manuel Lanza, Ana María Sánchez, José Luis Sola, Maite Arruabarrena, Olatz Saitua, Celestino Varela, Simón Orfila | José Luis Estellés   | Musikene           |